# Piet Moeskops
Piet Daniel Moeskops, född 13 november 1893 i Loosduinen, död 16 november 1964 i Haag, var en nederländsk tävlingscyklist.
Moeskops blev världsmästare i sprint 1921–1924 och 1926 samt var finalist 1929 och 1930, då han besegrades av Lucien Michard. Moeskops, som mer liknade en tungviktsbrottare än en cyklist, var under sina bästa år praktiskt taget oslagbar.